# Illuminate Labs
Illuminate Labs este o companie suedeză din Göteborg, fondată în 2002 și specializată în luminozitatea jocurilor video. Comparia produce două produse middleware: Beast și Turtle, bazate pe tehnologia LiquidLight al cărei proprietar este.
Illuminate Labs a integrat Beast în Emergent's, Gamebryo, Lightspeed și motorul Unreal, Evolution și alte motoare de joc. A colaborat cu companii precum Electronic Arts, Blizzard, Sony Computer Entertainment, Square Enix și BioWare. 
Autodesk, Inc. a cumpărat Illuminate Labs pe 21 iulie 2010 în San Rafael, California pentru o sumă necunoscută.
Illuminate Labs și-a deschis în al treilea trimestru a anului 2009 o divizie în San Francisco.

## Jocuri la care a contribuit
- WET (A2M)
- Mirror's Edge (EA Digital Illusions Creative Entertainment)
- Mortal Kombat (Midway)
- EVE Online (CCP Games)
- CrimeCraft (Vogster Entertainment LLC)
- Alpha Protocol (Obsidian Entertainment Inc)
- Dragon Age: Origins (BioWare)
- God of War III[7] (Sony Computer Entertainment)
- Gran Turismo (Polyphony Digital)